# Batalla de Mbumbi
La batalla de Mbumbi va ser un enfrontament militar entre forces l'Àfrica Occidental Portuguesa i el regne del Congo.

## Situació prèvia a la batalla
Els portuguesos es van establir a Angola en 1575 com a recompensa per ajudat al regne del Congo a derrotar els jaga que van envair el regne el 1568. Després d'un desastrós intent de conquistar el regne de Ndongo, el governador portuguès Luis Mendes de Vasconcellos va establir una aliança amb els Imbangala, un poble descrit per fonts europees i congo com a mercenaris i caníbals sense arrels originaris del sud del riu Cuanza. El governador els va utilitzar per destruir els Ndongo, mentre que l'Angola portuguesa va capturar els esclaus que van sorgir del caos. En 1621, Vasconcellos va ser succeït per João Correia de Sousa. Correia de Sousa espera obtenir els mateixos beneficis que el seu predecessor incorporant els Imbangala al territori del Congo. Primer va conquerir la terra forestal de Kazanze, un vassall del Congo que havia estat refugi per als esclaus fugitius de l'Angola portuguesa. Aleshores Correia de Sousa va ordenar al capità major Pedro de Sousa Coelho i 20.000 mbundus i portuguesos amb un contingent imbangala a Nambu a Ngongo en la província congolesa de Mbamba. L'àrea va caure, però no abans que el seu senyor pogués fugir a la ciutat comercial de Bumbi.

## Preparació
El capità major Sousa Coelho marxà sobre Bumbi amb 30,000 homes, la majoria dels quals eren arquers mbundu, complementats per la infanteria pesant portuguesa i mercenaris imbangala. A l'interior de la ciutat, el duc de Mbamba, Paulo Afonso i el Marquès de Pemba Cosme lideraven les forces congoleses. Havien reunit uns 3.000 homes com a infanteria lleugera (arquers) augmentats per 200 nobles combatent com a infanteria pesant tradicional (espasa i escut). Abans de donar batalla, el duc de Mbamba va confessar i va rebre els Sants Sagraments abans d'armar-se amb espasa, escut i relíquies de diversos sants.

## Batalla
Al començament de la batalla, ambdós bàndols van donar el crit de batalla "Santiago" abans de participar. Les forces Kongo, veient aquesta coincidència, van remarcar que si el sant portuguès era blanc, el seu era negre. Les forces del duc van iniciar la batalla dirigint els arquers mbundu, el nombre dels quals havien augmentat a uns 30.000 al moment de la batalla. Però igual que a Ndongo, els mercenaris imbangala no cedirien i destruirien la força congo amb un contraatac. El duc, el marquès, 90 petits nobles i milers de soldats comuns van ser assassinats. Segons els informes jesuïtes de la batalla, els portuguesos van aconseguir prendre molts esclaus de la batalla i van saquejar tot l'assentament, sense escatimar les possessions dels portuguesos establerts allí. Els imbangala, practicants del canibalisme, es menjaren molts dels seus presoners, incloent els cossos del duc de Mbamba i del marquès de Pemba.

## Conseqüències
La batalla de Mbumbi va enviar ones de xoc a tot el regne del Congo. Es van produir disturbis antiportuguesos a tot Congo, que van provocar un enfrontament generalitzat. El recentment coronat rei Pedro II, es va veure obligat a posar els portuguesos que podia salvar sota la seva protecció al campament de Mbanda Kasi, on estava reunint les seves forces per un contraatac. La victòria portuguesa a Mbumbi va posar el clau final al taüt de l'amistat congo-portuguesa. El Congo va declarar la guerra a l'Angola portuguesa i els va expulsar del Kongo i fins i tot els va prendre territoris que havien estat sota el domini de l'Angola portuguesa. Una conseqüència final de la batalla va ser la campanya de carta del rei Pedro II a les Províncies Unides una aliança que culminaria vint anys més tard en una invasió d'Angola.